# Donkeymaskine
En donkeymaskine er en hjælpe-dampmaskine på et skib. Maskinen forsynes normalt med damp fra en særlig dampkedel, en donkeykedel. En maskinist, der specielt passer denne type maskine, kaldes en donkeymand. På store skibe forsynes donkeyen gerne fra en af hovedkedlerne. 
Donkeymaskiner kan drive dampspil, pumper, herunder fødepumper til kedlerne, eller f.eks. dreje et kanontårn som på det amerikanske panserskib USS Monitor.